# Frauenroth
Frauenroth ist ein Gemeindeteil des Marktes Burkardroth im unterfränkischen Landkreis Bad Kissingen in Bayern.

## Geographische Lage
Das  Kirchdorf Frauenroth liegt östlich von Burkardroth und ist mit ihm nach Nordwesten zu über die Kreisstraße KG 15 verbunden. Nach Süden zu mündet die KG 15 in die Staatsstraße 2430, die westlich nach Zahlbach und östlich nach Aschach, einem Gemeindeteil von Bad Bocklet, führt.

## Geschichte
Der Ort entstand aus dem 1231 vom Minnesänger und Grafen Otto von Botenlauben und seiner Gattin Beatrix von Courtenay gegründeten Kloster Frauenroth. Das Kloster wurde im Jahr 1574, bereits vor dem Dreißigjährigen Krieg, aufgelöst, nachdem Amalia von Rumrod, die letzte Äbtissin des Klosters, gestorben war.
Nach dem Dreißigjährigen Krieg waren die Bevölkerungszahlen im Amt Aschach wieder im Ansteigen begriffen. So lebten im Jahr 1674 1522 Familien im Amt Aschach. Doch erwies sich durch die Auswirkungen des Krieges der Ackerboden, von dem im Jahr 1623 noch 1922 Familien hatten leben können, als unzureichend für die Ernährung der Bevölkerung. So sollten im Auftrag des Würzburger Fürstbischofs Peter Philipp von Dernbach die beiden Amtskeller Friedrich Kirchner von Trimberg und Johann Friedrich Baumann von Kissingen untersuchen, ob es möglich sei, „auf den schwarzen Bergen und anderen Revieren des Amts Aschach die von daselbigen Untertaten erbetenen Wüstungen zu Äckern und Wiesen auszureuten“. Trotz der Bedenken seiner Ratskeller ordnete der Fürstbischof zum Zweck der Gewinnung von Ackerflächen Waldrodungen an.
Durch einen Vererbungsbrief von 1691 erhielten sieben Bauern aus Burkardroth und Wollbach Besitzrechte an den Gütern des ehemaligen Frauenrother Klosters; möglicherweise fand die eigentliche Vererbung jedoch bereits im Jahr 1686 statt, wie ein entsprechender Vermerk in einer Amtsrechnung von 1688 vermuten lässt.
Doch kam es im Jahr 1694 zu ersten Problemen, als die Ackerfläche nicht den erhofften Betrag abwarf und die Siedler mit ihren Abgaben in Verzug kamen. Der Aschacher Amtskeller wurde beauftragt, Güter und Gebäude zu verkaufen, doch fanden sich keine Interessenten. Stattdessen wurden die Gültforderungen an die Siedler um ein Drittel gekürzt.
Die Situation blieb weiterhin kritisch, so dass durch Anordnung des Fürstbischofs vom 23. Dezember 1698 die Barleistungen gesenkt und die Getreidegültforderung zusätzlich auch rückwirkend für die sieben vorherigen Jahre gekürzt wurden.
Doch auch eine Reduzierung des Kaufpreises von 1000 Gulden um ein Drittel im Jahr 1699 brachte nicht die gewünschte Wirkung, so dass im Jahr 1707 für die folgenden zehn Jahre Wiesenzins und Weidgeld verringert wurden; nach Ablauf der Frist sollten die Bauern entweder den ursprünglichen Betrag zahlen oder einen erneuten Antrag auf Nachlass stellen. Die Situation für die Bauern änderte sich nur bedingt, da sich zwar der Feldertrag verbesserte, gleichzeitig aber auch die Bevölkerungszahlen stiegen.
Im Jahr 1935 entstanden erste Pläne zur Anlage eines eigenen Friedhofs für Frauenroth. Nach der Auflösung des Klosters Frauenroth waren die Verstorbenen von Frauenroth ab 1691 in Burkardroth bestattet worden. Die Pläne stammten vom Bad Kissinger Architekten F. Krampf; das von ihm geplante Leichenhaus wurde erst im Jahr 1970, der Wasserbrunnen nie in die Tat umgesetzt. Die Bruchsandsteine für die Umfassungsmauer wurden dem Staatswald entnommen. Unter Pius Schmück, Bürgermeister von Frauenroth und seit 1935 NSDAP-Gruppenleiter, wurden die Pläne am 12. November 1938 vom Gemeinderat einstimmig angenommen. Am Folgetag regelte der Gemeinderat die Finanzierung des Bauprojektes unter anderem durch Spenden und eine Friedhofsumlage. Drei Firmen aus Großenbrach, Stralsbach und Wollbach bewarben sich um die Ausführung des Bauprojektes; den Zuschlag erhielt Josef Stang aus Großenbrach. Die Einweihung des neuen Friedhofs erfolgte am 29. Mai 1939 durch Pfarrer Ludwig Kolb unter Anwesenheit des Zweiten Bürgermeisters Eugen Vorndran mit Berichterstattung der Bad Kissinger Saale-Zeitung am 31. Mai 1939. Um eine Begegnung mit den kirchlichen Geistlichen zu vermeiden, hatte Bürgermeister Pius Schmück unter Vorlage eines gefälschten Anschreibens der NSDAP-Gauleitung die Teilnahme an einer wichtigen Besprechung in Würzburg vorgetäuscht. In Wahrheit hielt er sich Augenzeugenberichten zufolge in der Gastwirtschaft einer Nachbargemeinde auf. Am 12. Juni 1939 wurde Pius Schmück von Kreisleiter Heimbacher wegen Urkundenfälschung sämtlicher Posten enthoben. Er zog am nächsten Tag nach Schweinfurt und war politisch nicht mehr aktiv.
Mit der Verlegung einer Wasserleitung nach Frauenroth wurde auch der örtliche Friedhof an die Wasserversorgung angeschlossen. Unter dem Frauenrother Bürgermeister Heinrich Reitelbach wurde der Bau des von F. Krampf gebauten Leichenhauses durch die Wollbacher Firma Sigfried Brandl in die Tat umgesetzt. Die Einweihung des Leichenhauses erfolgte am 1. November 1971.
Am 1. Januar 1972 wurde Frauenroth im Rahmen der Gebietsreform in Bayern Gemeindeteil von Burkardroth. Im Oktober 1971 hatten hierzu Befragungen und Abstimmungen in den nach Burkardroth eingemeindeten Dörfern stattgefunden; von den 79 abgegebenen Stimmen in Frauenroth fielen 74 zugunsten der Eingemeindung aus. Frauenroths letzter Bürgermeister vor der Eingemeindung war Heinrich Reitelbach.

## Bevölkerungsentwicklung
| Jahr | Anzahl der Einwohner | Anzahl der Familien |
| ---- | -------------------- | ------------------- |
| 1697 | 62                   | 16                  |
| 1698 | 70                   | 17                  |
| 1699 | 70                   | 18                  |
| 1700 | 69                   | 17                  |
| 1701 | 74                   | 17                  |
| 1702 | 75                   | 17                  |
| 1703 | 79                   | 17                  |
| 1704 | 81                   | 17                  |
| 1705 | 83                   | 19                  |
| 1706 | 80                   | 19                  |
| 1707 | 80                   | 19                  |
| 1708 | 84                   | 21                  |
| 1709 | 75                   | 20                  |
| 1710 | 86                   | 19                  |
| 1711 | 87                   | 18                  |
| 1712 | 86                   | 18                  |
| 1714 | 86                   | 18                  |
| 1715 | 81                   | 18                  |
| 1716 | 86                   | 18                  |
| 1717 | 88                   | 18                  |
| 1718 | 88                   | 18                  |

| Jahr | Anzahl der Einwohner | Anzahl der Familien |
| ---- | -------------------- | ------------------- |
| 1719 | 77                   | 18                  |
| 1721 | 75                   | 18                  |
| 1722 | 87                   | 19                  |
| 1723 | 89                   | 18                  |
| 1724 | 89                   | 18                  |
| 1725 | 85                   | 18                  |
| 1726 | 90                   | 20                  |
| 1727 | 104                  | 20                  |
| 1728 | 101                  | 20                  |
| 1729 | 101                  | 20                  |
| 1730 | 101                  | 20                  |
| 1731 | 86                   | 20                  |
| 1732 | 80                   | 20                  |
| 1733 | 90                   | 20                  |
| 1734 | 83                   | 20                  |
| 1735 | 82                   | 20                  |
| 1935 | 210                  | 39                  |
| 1961 | 189                  | −                   |
| 1970 | 188                  | −                   |
| 2013 | 182                  | −                   |
| 2016 | 165                  | −                   |

## Sehenswürdigkeiten und Bauwerke

### Kloster Frauenroth

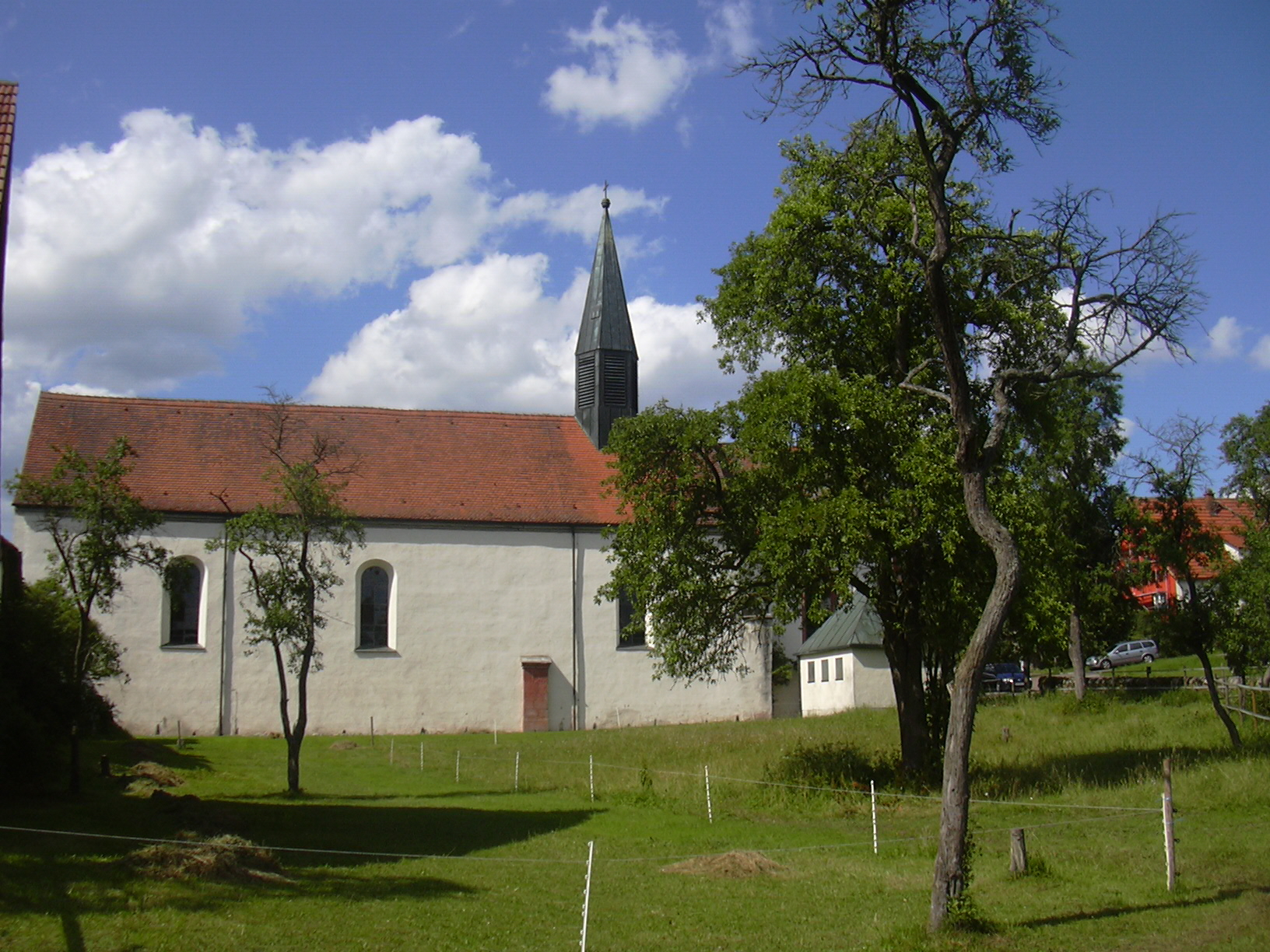
Ehemalige Zisterzienserinnen-Klosterkirche Frauenroth

Graf Otto von Botenlauben und seine Gattin Beatrix von Courtenay, Hausherren der im heutigen Bad Kissinger Stadtteil Reiterswiesen gelegenen Burg Botenlauben, gründeten das Kloster Frauenroth im Jahr 1231 zu einer Zeit, als sie sich aus dem weltlichen Leben zurückzogen, nachdem ihr Sohn Otto II. in den Deutschen Orden beigetreten war und als Erbe nicht mehr zur Verfügung stand. Aus demselben Grund wurde auch die Burg Botenlauben verkauft; aus dem Verkauf stammten die finanzielle Mittel zum Unterhalt des Klosters.
Der Sage zufolge entstand das Kloster, nachdem Beatrix’ Schleier beim Spaziergang auf der Botenlaube vom Wind fortgeweht wurde und Beatrix gelobte, an ihrem Fundort ein Kloster zu errichten.
Nach ihrem Tod wurde das Ehepaar Otto und Beatrix Botenlauben hinter dem Altar der Klosterkirche bestattet. Die frühgotische, das Paar darstellende Grabskulptur stammt vom namentlich nicht bekannten Meister von Frauenroth.

### Hutbuche bei Frauenroth

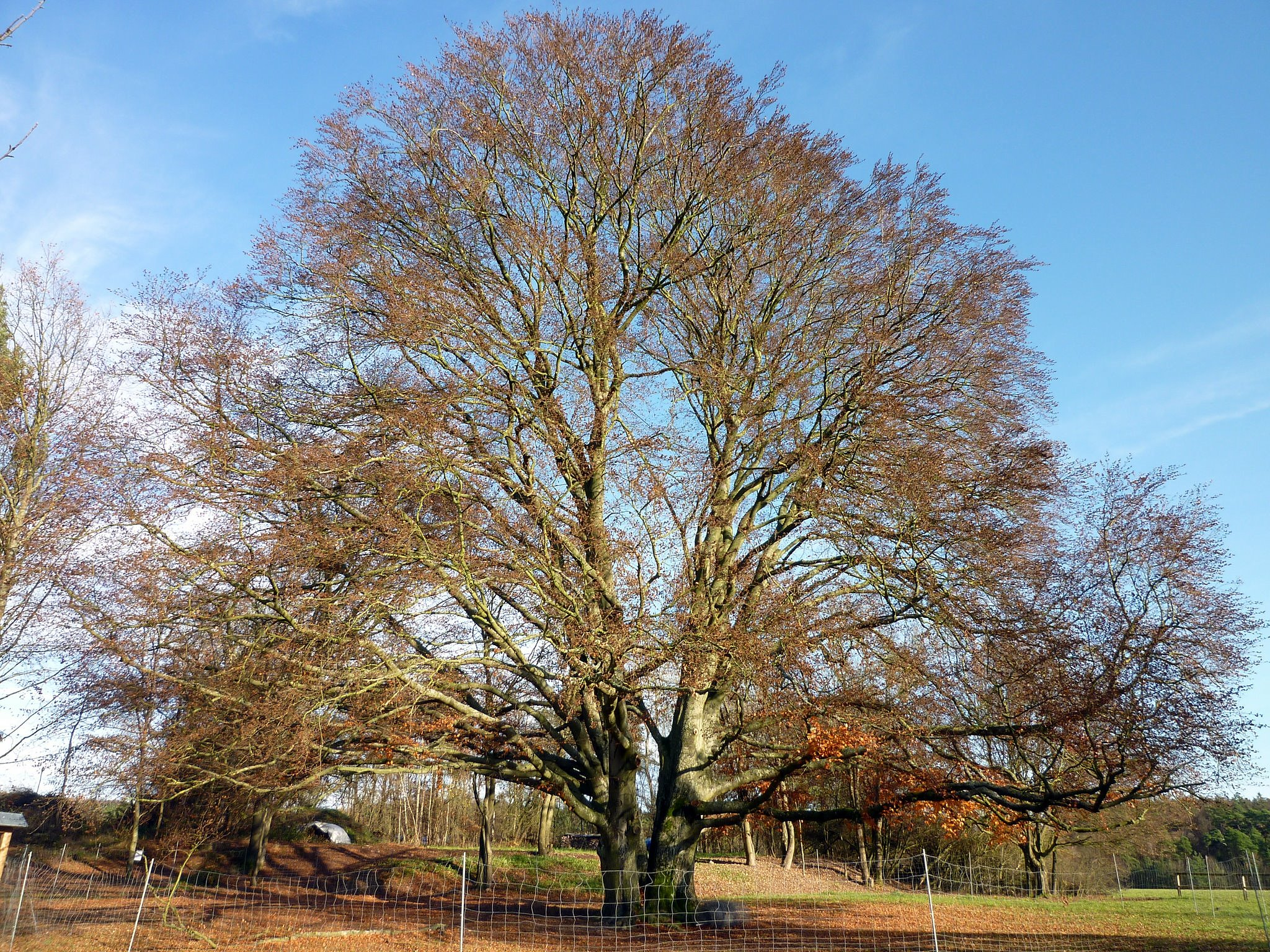
Hutbuche bei Frauenroth, Ansicht von Süden

Am Ortsrand von Frauenroth befindet sich nahe dem örtlichen Friedhof die Hutbuche bei Frauenroth. Sie ist seit dem 24. März 1971 bei der Unteren Naturschutzbehörde des Landkreises Bad Kissingen als Naturdenkmal gelistet. Das Alter der Rotbuche (Fagus sylvatica)  wird auf 250 bis 350 Jahre geschätzt. Unter der Buche wird jedes Jahr am ersten Augustsonntag das auch außerhalb Frauenroths bekannte Hutbuchenfest gefeiert.
Nachdem im Jahr 2009 an der Hutbuche Pilzbefall und Astbruchgefahr festgestellt wurden, wurde sie mit einer Kronensicherung versehen und mit einem Forstschutzzaun umzäunt; zudem sollen zwei Dreieckverbünde den Baum am Auseinanderbrechen hindern. Im Mai 2012 wurde der Forstschutzzaun durch einen Holzzaun ersetzt.
Am 13. Januar 2016 ist die Hutbuche, möglicherweise wegen des über Bayern ziehenden Sturmtiefs „Egon“, umgekippt.